# أوين هولاند
أوين هولاند (بالإنجليزية: Owen Holland)‏ هو مهندس وعالم حاسوب بريطاني، ولد في القرن العشرين.